# 스트롬니스

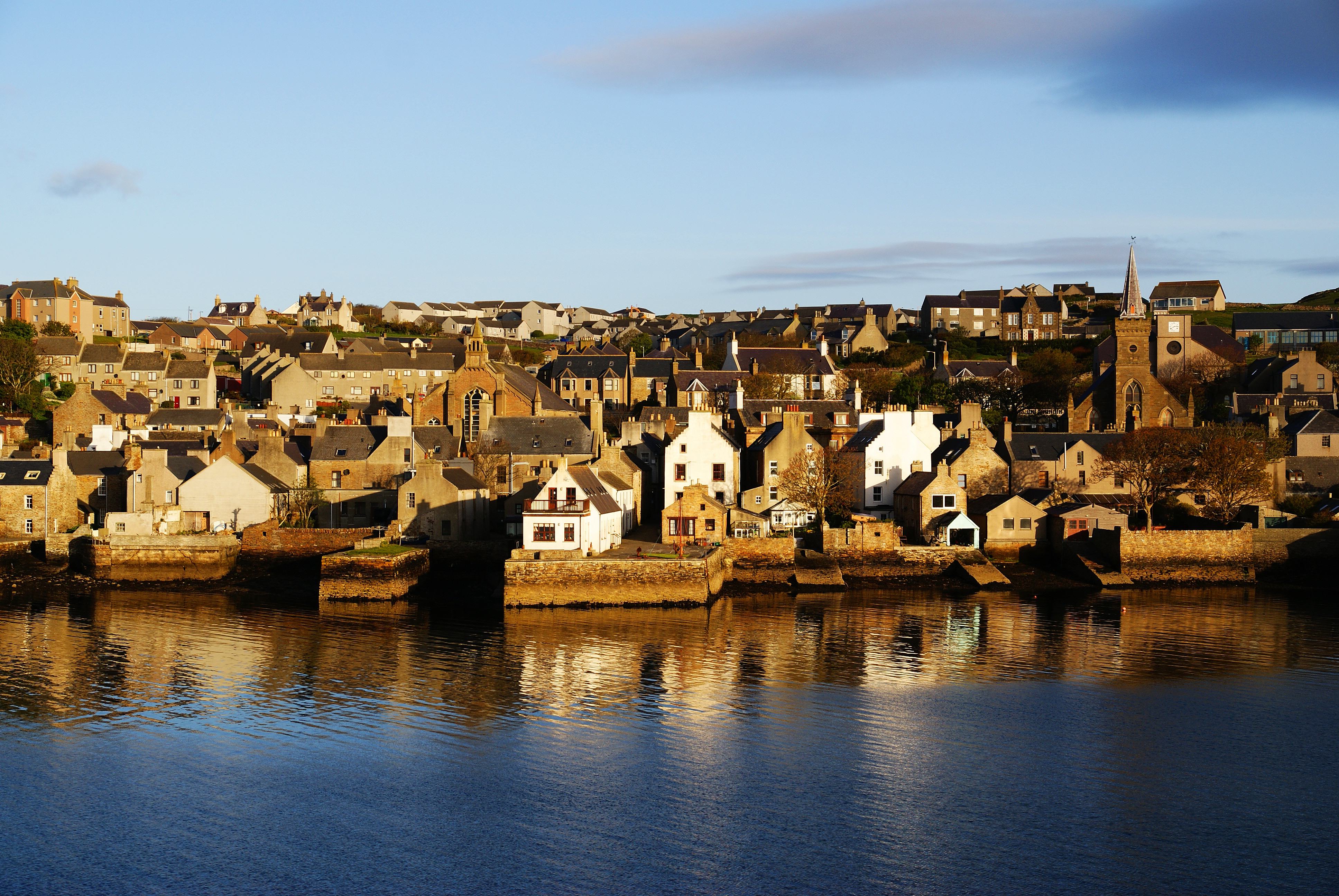
스트롬니스

스트롬니스(Stromness, 스코트어 Strumnis)는 오크니 제도 메인랜드의 남서쪽에 위치한 도시이다. 인구는 대략 2,200명이다.